# 吉姆·卡吉雅
吉姆·卡吉雅（英語：Jim Kajiya），计算机图形学的先驱，最为著名的成就是开发了渲染方程。

## 简历
1979年卡吉雅获得了犹他大学博士学位，并于1979年至1994年间担任加州理工学院的教授，目前是微软研究院的成员。

## 荣誉
- 1991年，SIGGRAPH技术成果奖。[1]
- 1997年，因对毛发渲染的研究，和Timothy Kay一起获得奥斯卡技术认证证书。[1]